# چغادک
چُغادَک شهری است در استان بوشهر ایران و در مسیر جاده بوشهر به برازجان قرار دارد.
چغادک در سال ۱۳۹۸ به بخش تبدیل شد.
چغادک مرکز بخش چغادک است.
در زمان جنگ جهانی اول، وقتی که انگلیسی‌ها به ایران حمله کردند، غضنفرالسلطنه برازجانی و یارانش در حوالی آن سنگربندی کردند و در برابر انگلیسی‌ها مقاومت نمودند.

## تاریخچه شهر چغادک
در ارتباط با با تاریخچه شهر چغادک دو روایت وجود دارد:
- روایت اول:

زمان جنگ جهانی اول و حضور ارتش آلمان بر می‌گردد که نقطه ای که هم‌اکنون بعنوان شهر چغادک معروف می‌باشد در آن زمان به عنوان آخرین نقطه که هم‌اکنون بعنوان شهر چغادک معروف می‌باشد درآن زمان به عنوان آخرین نقطه حضور ارتش آلمان بوده‌است که در اصطلاح آلمان به نام چغدک (به معنی پایان راه) معروف بوده و بعداً در بین افراد بومی به چغادک تغییر یافته‌است.
- روایت دوم:

به زمان دورتر برمی گردد به طوری که محل کنونی در شهر تپه‌هایی وجود داشت که به اصطلاع محل این تپه‌ها به چغ معروف بوده‌است و روی تپه‌های مذکور نیز گیاهی به نام کتکه می رویده و این تپه‌ها به علت کوچک بودن به چغادک معروف شده بودند؛ که بعدها به نام روستایی که روی این تپه‌ها ایجاد گردید، نسبت داده شد.

## موقعیت جغرافیایی
شهر چغادک در بخش چغادک شهرستان بوشهر در فاصله ۱۵ کیلومتری مرکز استان بوشهر واقع شده‌است.
شهر چغادک با مساحت ۲۷۹هکتار به دو قسمت کوی غربی با مساحت ۱۰۰ هکتار و کوی شرقی با مساحت ۱۷۹ هکتار تقسیم می‌شود.

## مردم
- دین:

از نظر دین ساکنان شهر چغادک پیرو دین اسلامی و همگی شیعه می‌باشند.
- زبان:

زبان اکثریت مردم چغادک بوشهری می‌باشد. اما دارای گویش‌های متفاوتی نیز می‌باشد چنانچه عربها، تنگستانیها، دشتی‌ها و سایر لرهای استان بوشهر و مردمانی از سایر شهرها کشور و روستاهای اطراف نیز در این شهر ساکن هستند.
- خصوصیت اجتماعی:

از لحاظ خصوصیات اجتماعی شاهد ۲ تقسیم‌بندی می‌باشیم:
۱. چغادک شرقی
۲. چغادک غربی

## جمعیت
جمعیت آن در سال ۱۳۸۵ تعداد ۱۶۴۲۵ نفر (۳۴۹۷خانوار) بوده. و بر اساس سرشماری سال ۱۳۹۵ برابر با ۱۸٬۷۰۲ نفر می‌باشد. و از نظر بافت جمعیتی از اقوام متنوع برخوردار است.